# Escut i bandera de l'Alcúdia de Crespins
L'escut i la bandera de l'Alcúdia de Crespins són símbols no oficials representatius del municipi de l'Alcúdia de Crespins, a la Costera, País Valencià. L'escut, en el que es basa la bandera, pot blasonar-se de la forma següent:
| « | Escut quarterat. Primer, d'or quatre pals de gules. Segon, de gules una creu llatina d'argent. Tercer, una representació del riu dels Sants, on es veu un llistó de fusta de sable. Quart, d'or un arbre de sinople. | » |

## Història
L'escut i bandera actuals de l'Alcúdia de Crespins foren adoptats per l'ajuntament l'any 1979, quan es va aprovar la creació d'una comissió mixta (ple del 31 de juliol), formada per un representant de cada partit polític i el cronista oficial Alfonso Vila, amb l'objecte d'estudiar i realitzar un escut i bandera municipals. Reunida el 8 d'agost, la comissió va acordar acceptar la proposta del cronista oficial. Els dos símbols foren presentats a la població durant les festes majors. Tanmateix, mai no han estat oficialitzats.

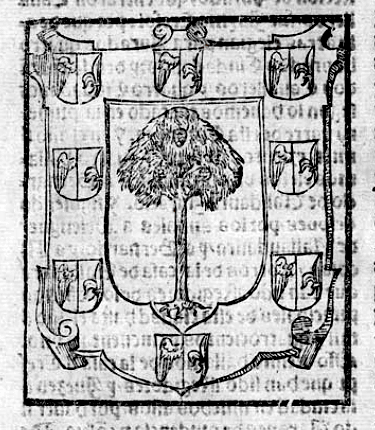
Escut dels Crespí de Valldaura segons Viciana
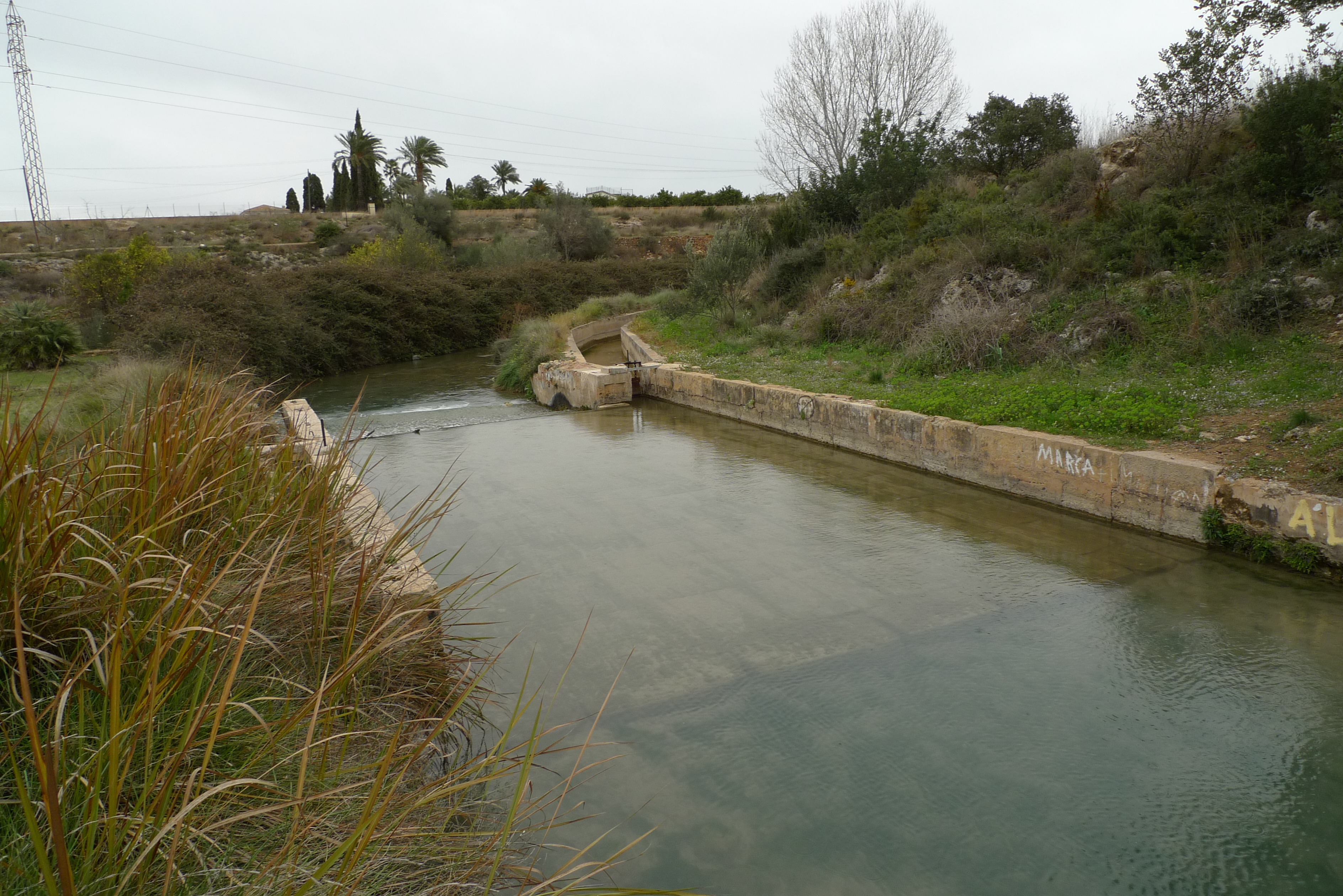
El riu dels Sants al seu pas pel Partidor Reial

L'escut, quarterat, representa en el primer quarter la identitat històrica de la localitat, amb el Senyal Reial del rei Jaume I. La segona partició, amb una creu llatina, al·ludeix a la devocació local al Santíssim Crist del Calvari. Els tercer quarter representa en paraules de Vila la «principal font de riquesa», és a dir, el riu dels Sants, juntament amb el «llistó», en referència a una antiga prerrogativa local sobre les seues aigües. Finalment, l'últim quarter fa referència al passat senyorial de la població, amb l'escut primitiu dels Crespí.
Pel que fa a la bandera, s'hi representa l'escut del poble centrat sobre tela roja.